# Neopanorpa gestroi
Neopanorpa gestroi är en näbbsländeart som beskrevs av Navás 1929. Neopanorpa gestroi ingår i släktet Neopanorpa och familjen skorpionsländor. Inga underarter finns listade i Catalogue of Life.